# Chipuputa
Chipuputa ist ein Verwaltungsbezirk (englisch Ward) des Distrikts Nanyumbu in der tansanischen Region Mtwara.

## Geografie
Chipuputa liegt im Südosten von Tansania südlich der Distrikthauptstadt Mangaka. Das hügelige Gebiet liegt in etwa 300 Meter Seehöhe. Der Bezirk grenzt im Norden an Mangaka und Nangomba, im Osten an Nanyumbu, im Süden an Masuguru und im Westen an Napacho. Bei der Volkszählung 2022 lebten 12.469 Menschen in 3688 Haushalten auf einer Fläche von 258 Quadratkilometern.

## Gliederung
Der Bezirk besteht aus sechs Gemeinden (Mtaa) mit 34 Orten (Kitongoji):
| Chipuputa - Siasa - Mzalendo - Mapinduzi - Sokoine - Mnazimmoja - Matihu | Mkohora - Kilimahewa - Pwani - Elimu - Samora - Amani | Namasogo - Iringa - Dodoma - Tabora - Mhinawe - Majimaji - Misenjere - Maendeleo | Namaguluvi - Maendeleo - Michungwani - Mwambani - Elimu - Songambele - Ngalinje | Mpwahia - Kambarage - Mkwajuni - Madukani - Elimu - Pwani - Madina | Nakatete - Elimu - Madukani - Ilala - Kambarage |

## Infrastruktur
- Bildung: Die Chipuputa Secondary School ist eine staatliche weiterführende Tagesschule, die Jugendliche bis zur 4. Stufe ausbildet.[8]
- Gesundheit: In der Gemeinde Chipuputa liegt eine staatliche Apotheke.[9]
- Verkehr: Durch den Bezirk verläuft die asphaltierte Nationalstraße T42, die in Mangaka von der T6 abzweigt und nach Mosambik führt.[10]